# Кариньян (Франция)
Каринья́н (фр. Carignan) — коммуна во Франции, находится в регионе Шампань — Арденны. Департамент коммуны — Арденны. Административный центр кантона Кариньян. Округ коммуны — Седан.
Код INSEE коммуны — 08090.
Коммуна расположена приблизительно в 230 км к северо-востоку от Парижа, в 95 км северо-восточнее Шалон-ан-Шампани, в 36 км к юго-востоку от Шарлевиль-Мезьера.

## Население
Население коммуны на 2008 год составляло 3156 человек.
| 1962 | 1968 | 1975 | 1982 | 1990 | 1999 | 2008 |
| ---- | ---- | ---- | ---- | ---- | ---- | ---- |
| 3403 | 3674 | 3724 | 3646 | 3359 | 3259 | 3156 |

## Администрация
| Период | Период | Фамилия             | Партия                  | Должность                      |
| ------ | ------ | ------------------- | ----------------------- | ------------------------------ |
| 1977   | 1995   | Мишель Рамбур       | Социалистическая партия | профессор коллежа              |
| 1995   | 2001   | Мануэль Техедо-Крус | Социалистическая партия |                                |
| 2001   | 2008   | Жан Анри            |                         | и. о. первого заместителя мэра |
| 2008   |        | Дени Лурдле         | DVD                     |                                |

## Экономика
В 2007 году среди 1845 человек в трудоспособном возрасте (15—64 лет) 1260 были экономически активными, 585 — неактивными (показатель активности — 68,3 %, в 1999 году было 64,7 %). Из 1260 активных работали 1097 человек (613 мужчин и 484 женщины), безработных было 163 (77 мужчин и 86 женщин). Среди 585 неактивных 175 человек были учениками или студентами, 147 — пенсионерами, 263 были неактивными по другим причинам.

## Достопримечательности
- Коллегиальная церковь Нотр-Дам[фр.], построенная в XIII веке. Неоднократно перестраивалась. Содержит четыре окна в готическом стиле и портал эпохи Возрождения. Колокольня является копией колокольни 1681 года. Исторический памятник с 1990 года.[3]
- Руины укреплений (XVI—XVII века). Исторический памятник с 1988 года.[4]
- Часовня Сен-Пьер. Восстановлена в XVIII веке.

## Города-побратимы
- Вайнсберг (Германия)

## Фотогалерея

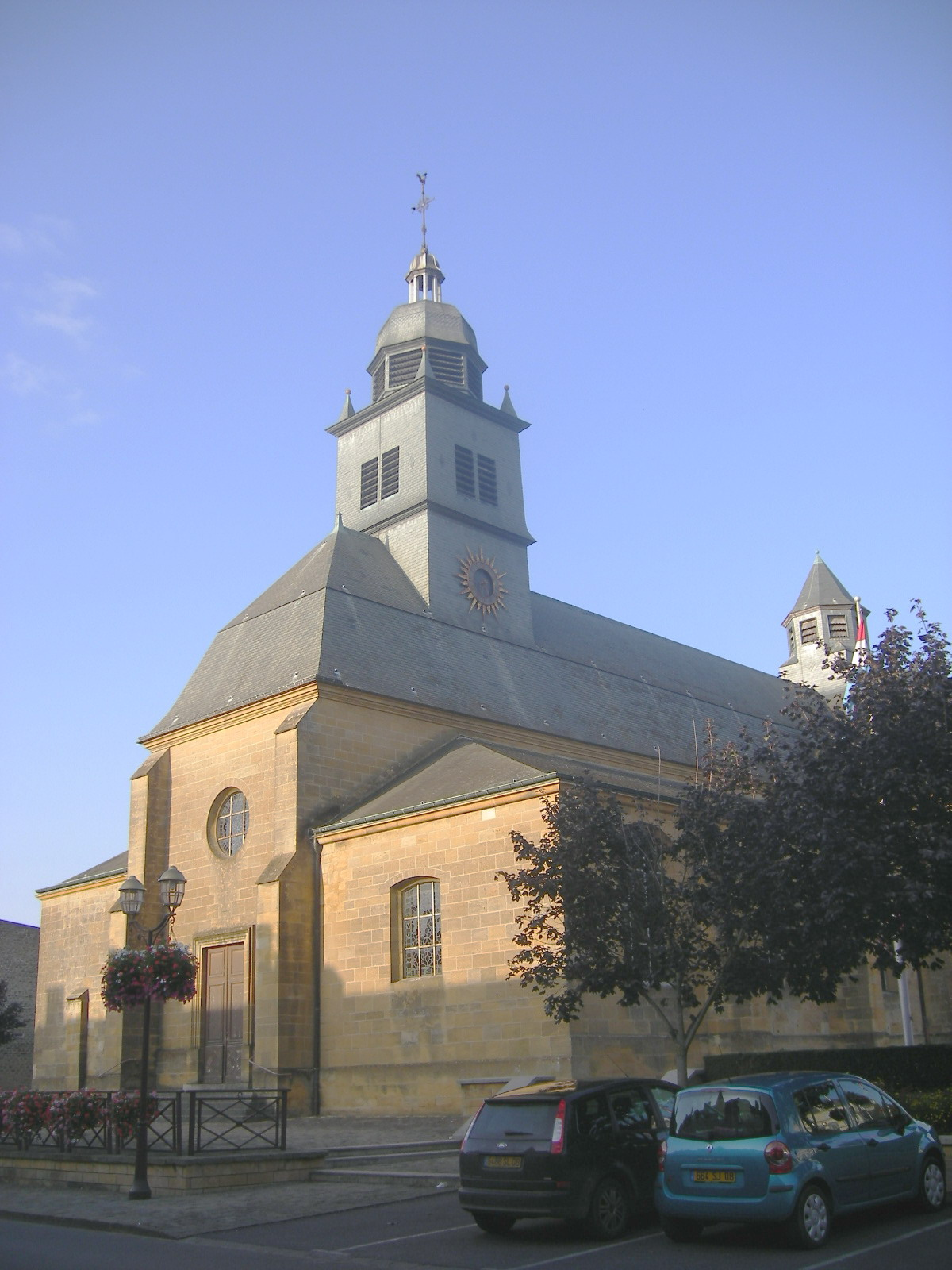
Коллегиальная церковь Нотр-Дам
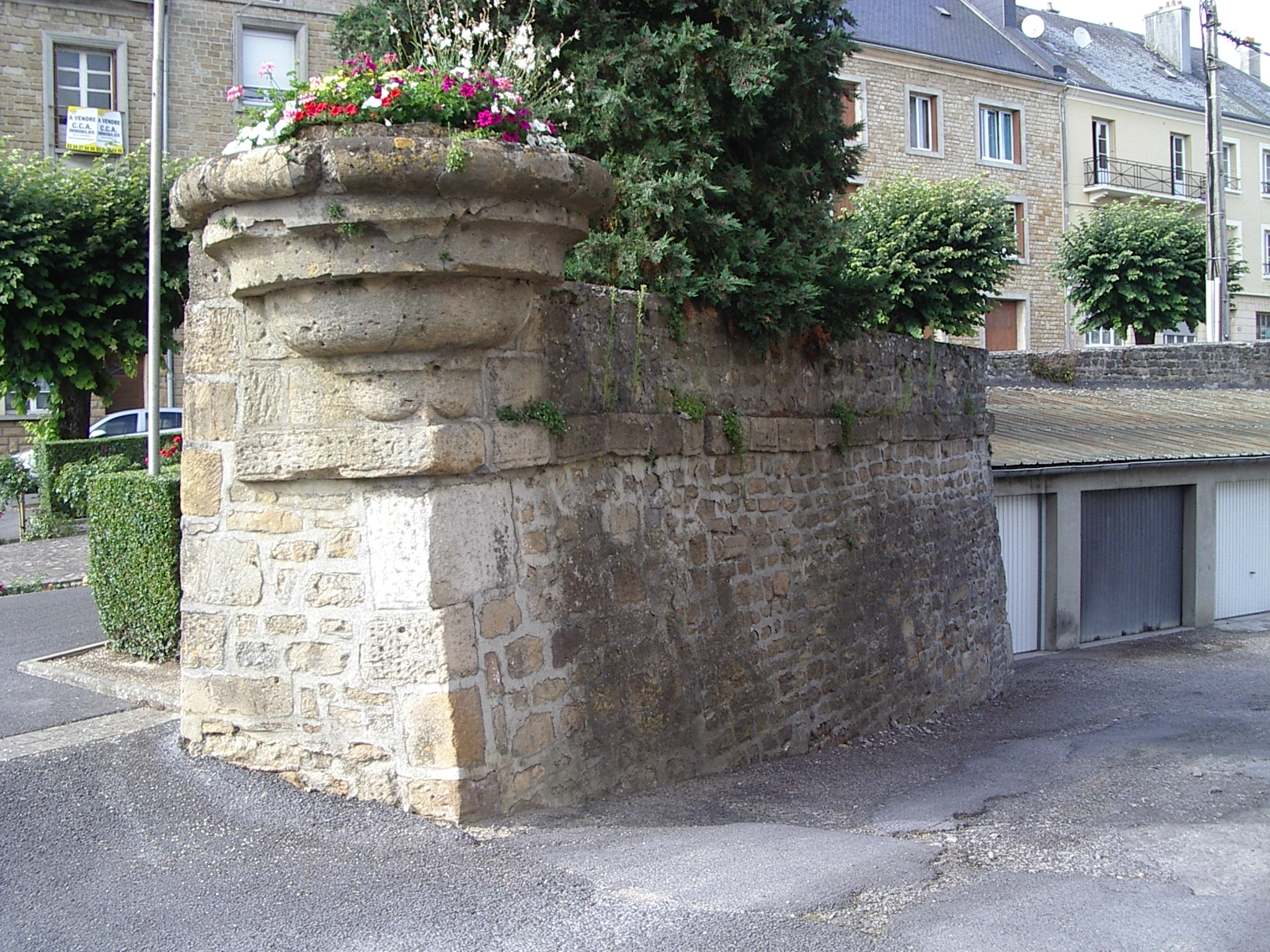
Руины укреплений (бастион)
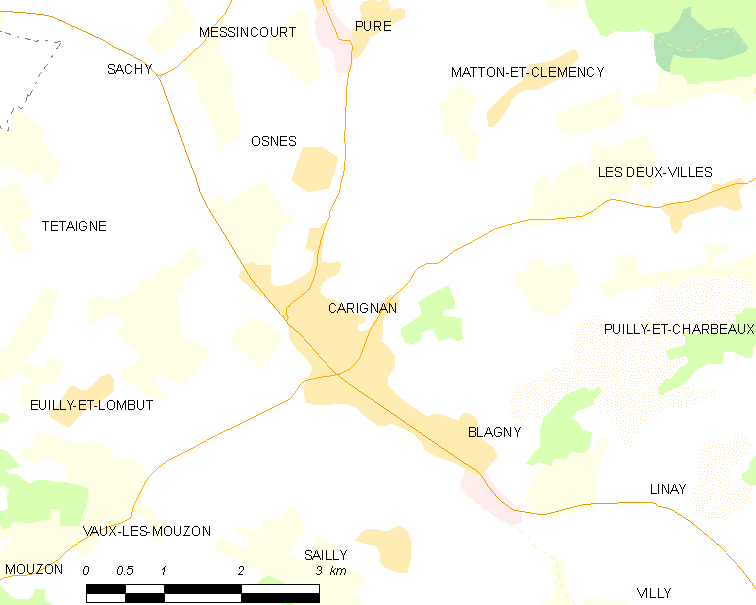
Карта коммуны